# Ordre royal de Victoria et Albert

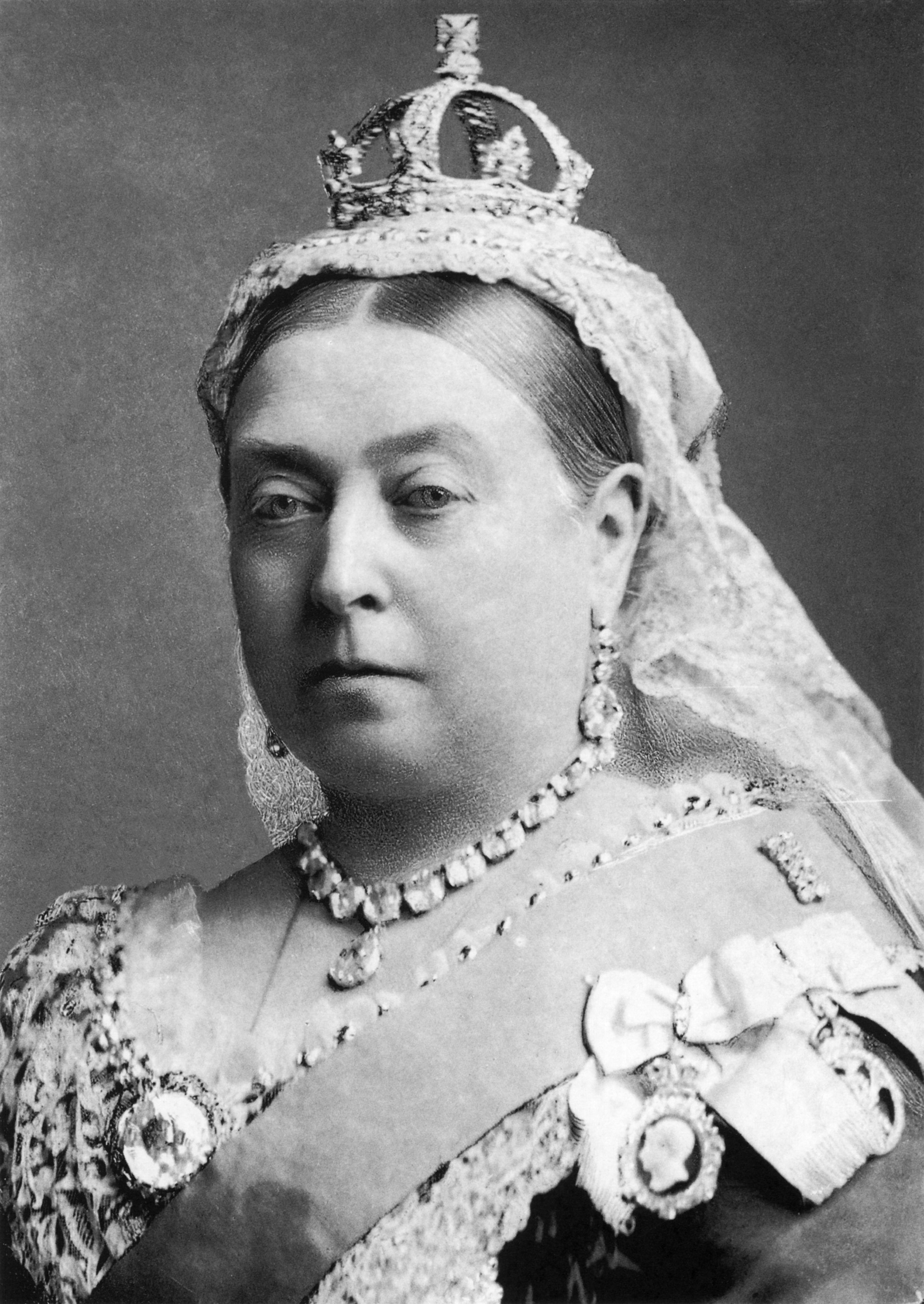
Portrait de la reine Victoria lors de son jubilé d'or ; elle porte l'insigne souverain de cet ordre.

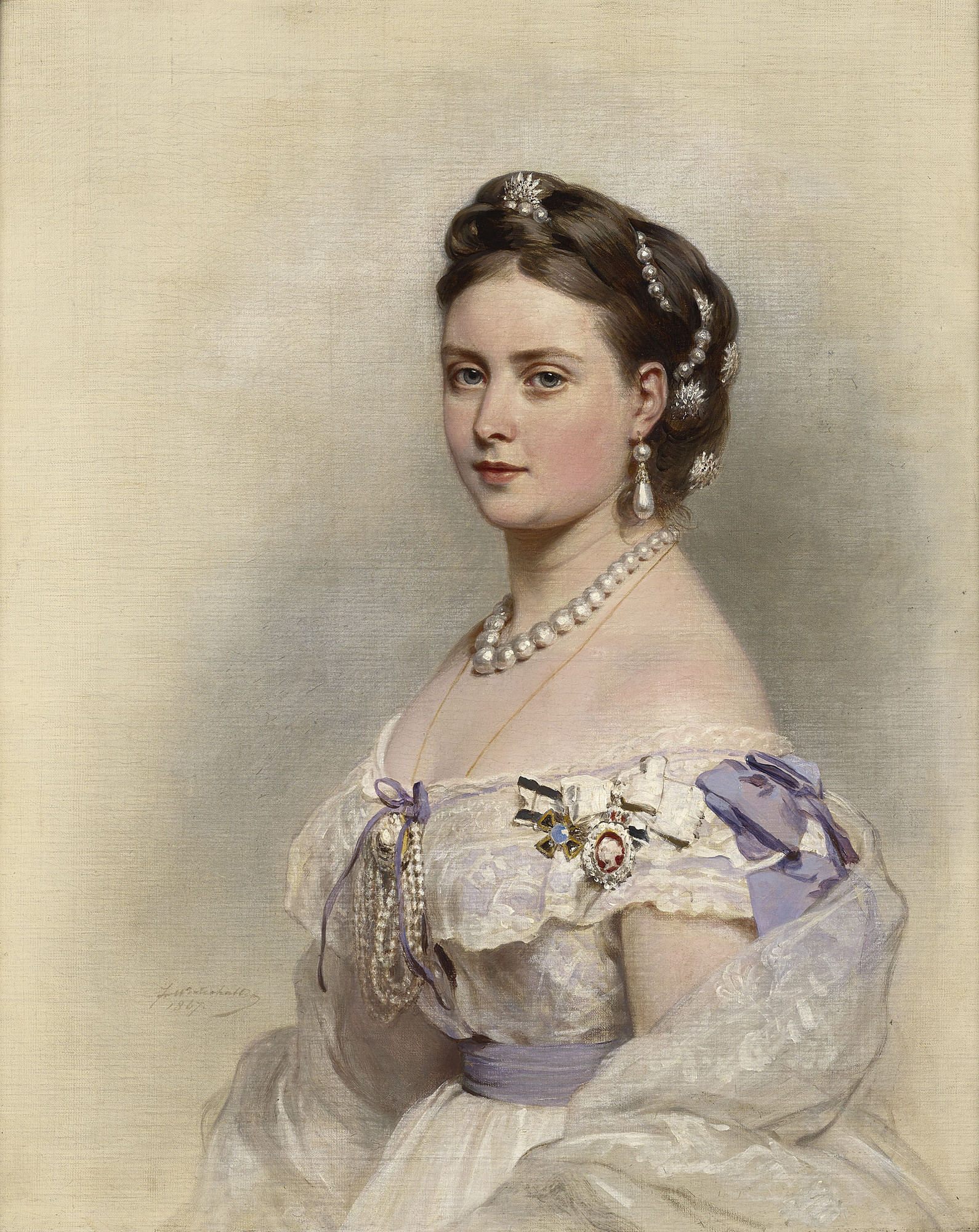
La princesse Victoria portant l'ordre royal de Victoria et Albert ainsi que l’ordre prussien de Louise (un autre ordre réservé aux femmes).

L'ordre royal de Victoria et Albert (en anglais : Royal Order of Victoria and Albert) est un ancien ordre de la famille royale britannique institué le 10 février 1862 par la reine Victoria et étendu le 10 octobre 1864, le 15 novembre 1865 et le 15 mars 1880. Personne n'a été distingué de cet ordre après la mort de la reine.
Cet ordre comporte quatre classes et n'est attribué qu'aux membres féminins de la famille royale britannique ou aux femmes de la cour. L'insigne consiste pour les trois premières classes en un médaillon de la reine Victoria et du prince Albert (la largeur et la joaillerie du bord varie en fonction de l'importance de la classe).
Les quatre classes sont surmontées d'une couronne à laquelle est attachée un ruban de soie moiré.
L'ordre ne confère aucun rang ou titre aux bénéficiaires, mais ils étaient autorisés à ajouter les lettres post-nominales « VA ».
La dernière titulaire de cet ordre est la princesse Alice d'Albany, comtesse d'Athlone, décédée en 1981. Comme d'autres ordres britanniques tombés en désuétude, cet ordre n'a jamais été formellement supprimé. Tous les souverains britanniques depuis la reine Victoria sont devenus souverains de l'ordre en montant sur le trône.

## Ordre royal de Victoria et Albert

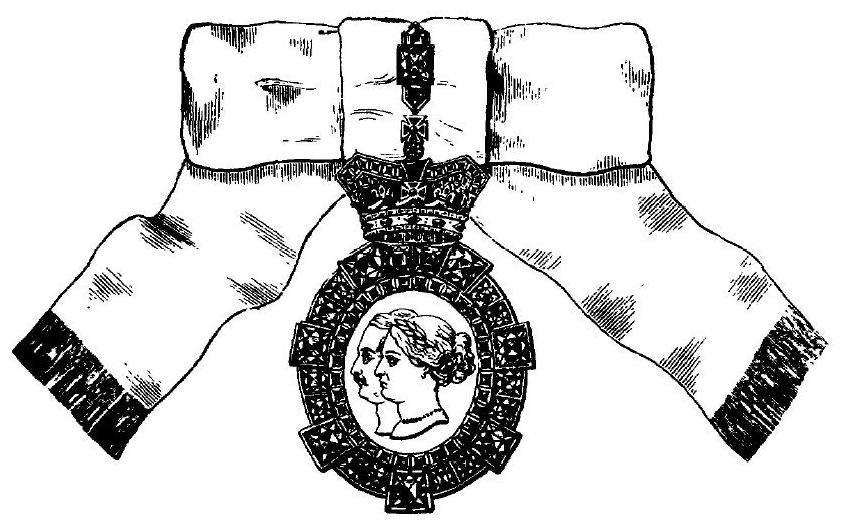
Ordre royal de Victoria et Albert, 1re classe.
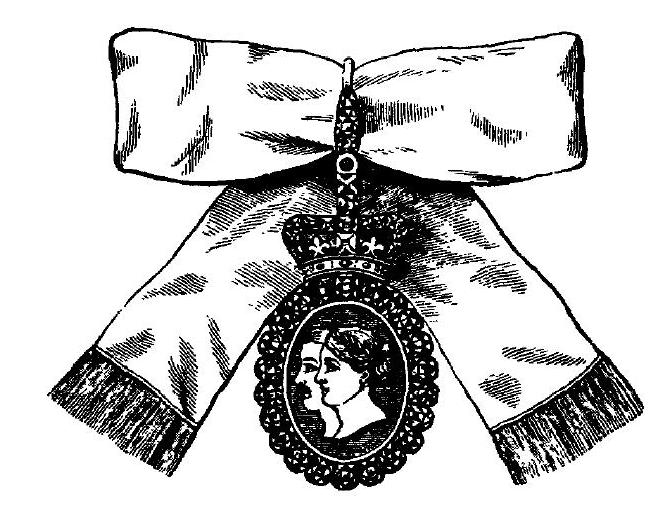
Ordre royal de Victoria et Albert, 2e classe.
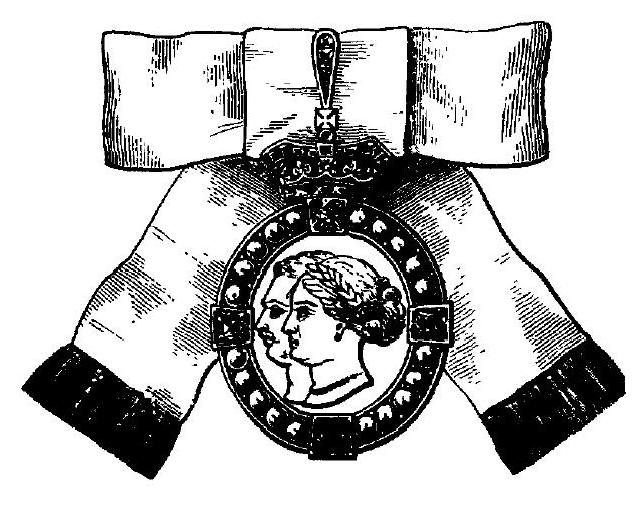
Ordre royal de Victoria et Albert, 3e classe.
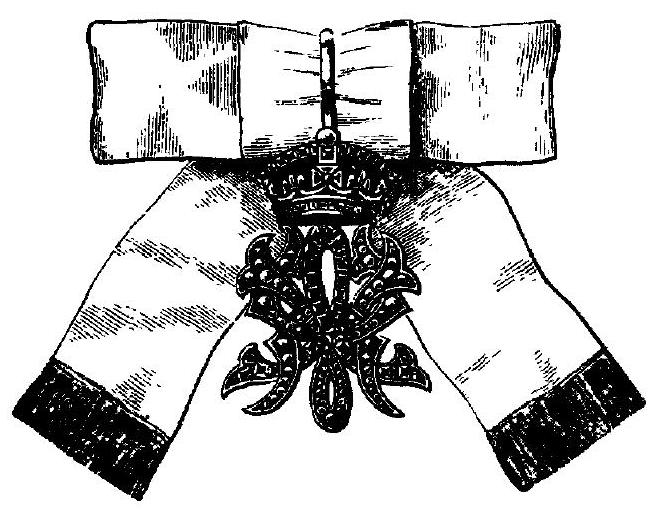
Ordre royal de Victoria et Albert, 4e classe.